# Lech Neyman

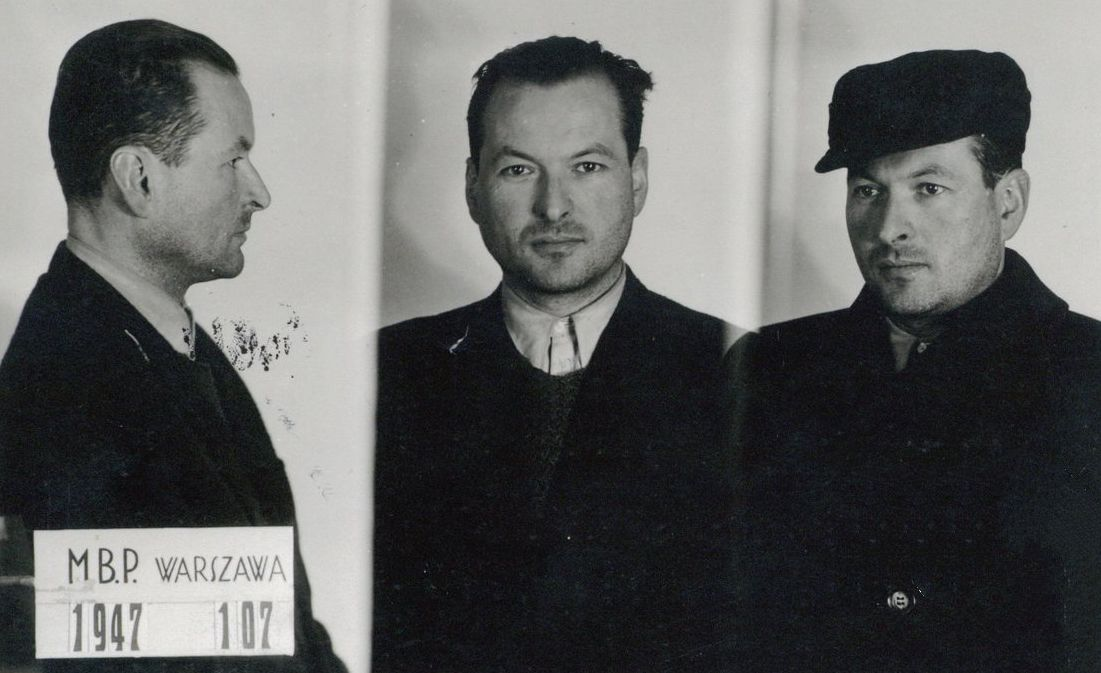
Lech Neyman po aresztowaniu przez MBP 1947

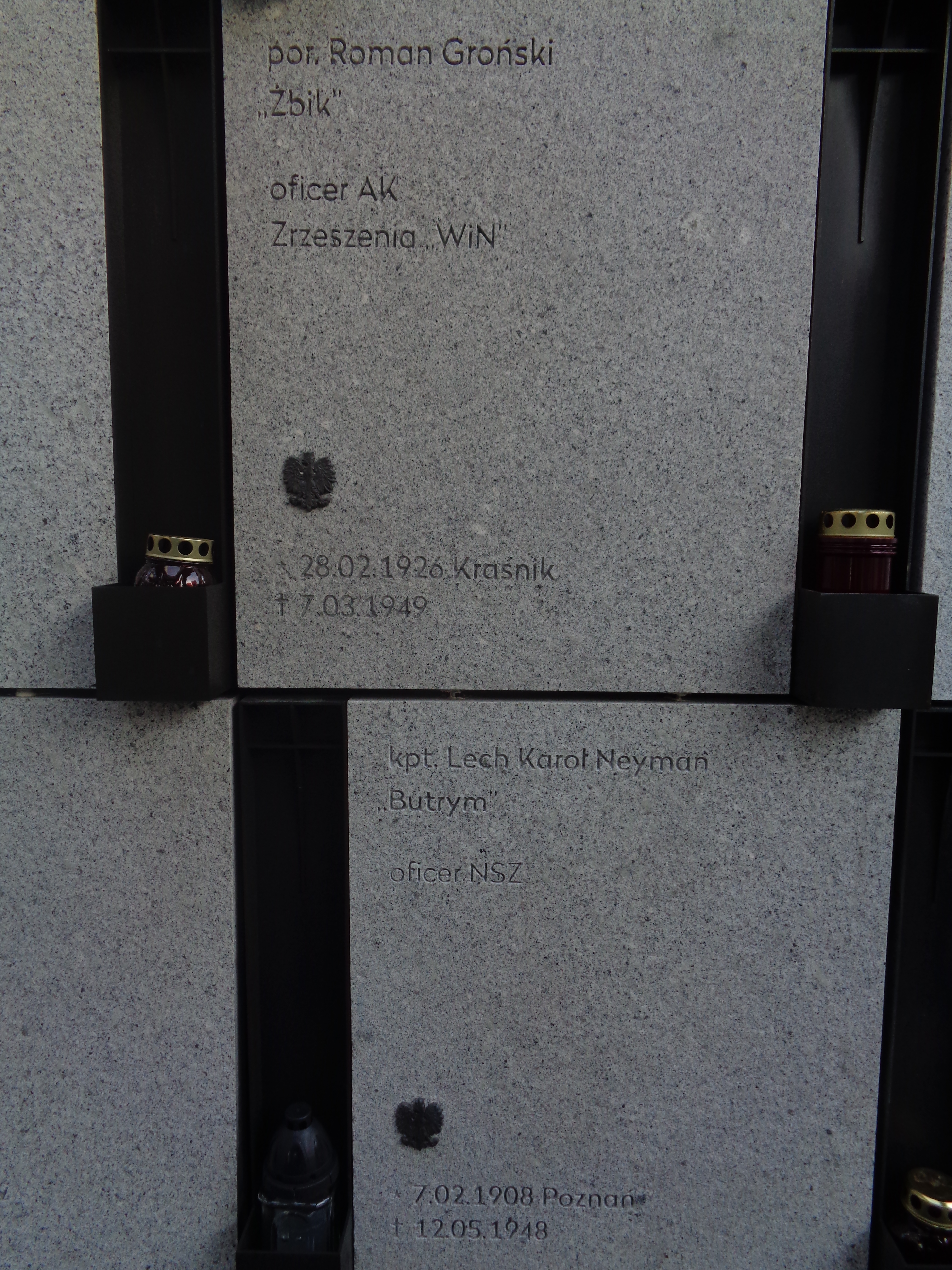
Grób Lecha Neymana w Panteonie – Mauzoleum Wyklętych-Niezłomnych na Cmentarzu Wojskowym na Powązkach w Warszawie.

Lech Karol Neyman ps. „Butrym”, „Domarat”, „Matczyński”, „Robert”, „Karol” (ur. 7 lutego 1908 w Poznaniu, zm. 12 maja 1948 w więzieniu mokotowskim w Warszawie) – polski adwokat, porucznik rezerwy Wojska Polskiego, działacz Związku Akademickiego Młodzież Wszechpolska i Obozu Narodowo-Radykalnego, członek Organizacji Wojskowej Związek Jaszczurczy, kapitan Narodowych Sił Zbrojnych oraz Służby Cywilnej Narodu i Organizacji Polskiej, komendant Okręgu VIII Krakowskiego, a następnie Okręgu I Pomorskiego NSZ.

## Życiorys
Był synem Teodora Neymana i Marty z domu Matczyńska. Uczęszczał do Gimnazjum św. Marii Magdaleny w Poznaniu. Następnie podjął studia prawnicze na Uniwersytecie Poznańskim. Wstąpił wówczas do korporacji akademickiej Helionia. W latach 1931–1932 służył w Szkole Podchorążych Rezerwy. Następnie pracował w Prokuraturze Generalnej w Poznaniu. Należał do Młodzieży Wszechpolskiej i Obozu Narodowo-Radykalnego. Od 1934 porucznik rezerwy 56 pułku piechoty Wielkopolskiej.
Brał udział w wojnie obronnej 1939 jako adiutant w 56 pułku piechoty; wielokrotnie ranny, został inwalidą wojennym.
W konspiracji związał się z Grupą „Szańca”. Wraz ze Stanisławem Kasznicą organizował konspiracyjne struktury OW ZJ na Pomorzu i w Wielkopolsce. Po utworzeniu NSZ we wrześniu 1942, został członkiem cywilnej struktury Grupy „Szańca”, czyli Służby Cywilnej Narodu, w której pełnił funkcję kierownika Wydziału Zachodniego.
Sformułował wówczas koncepcję powrotu polskiej granicy zachodniej na linię rzek Odra i Nysa Łużycka. Zawarł ją w swojej broszurze pt. Szaniec Bolesławów. Napisał także kilka innych prac, m.in. Likwidacja niemczyzny, Problem wyznaniowy na Ziemiach Odzyskanych, Szlakiem Chrobrego, a wiosną 1944 ukończył studium pt. Polityczne podstawy polskiego programu morskiego. Jednocześnie był redaktorem naczelnym pisma „Naród i Wojsko”. Pełnił też funkcję członka zespołu sądowniczo-badawczego NSZ.
Od października 1943 był członkiem Komitetu Politycznego Organizacji Polskiej (tajnej struktury kierowniczej Grupy „Szańca”). Od 5 września 1944, po awansie na kapitana NSZ, do stycznia 1945 pełnił funkcję komendanta Okręgu VIII Krakowskiego NSZ. W grudniu 1944 został członkiem sądu oficerskiego przy Dowództwie NSZ. Od lutego do czerwca 1945 był organizatorem Obszaru Zachodniego NSZ, a jednocześnie od marca do kwietnia 1945 – komendantem Okręgu I Pomorskiego NSZ z siedzibą w Poznaniu. Rozpoczął planowane przez KG NSZ odtwarzanie sieci organizacyjnej NSZ na Pomorzu i przygotowania do utworzenia komendy Okręgu w Bydgoszczy. W kwietniu 1945 brał udział w organizowaniu Okręgu VII Śląskiego NSZ. W ramach OP był kierownikiem struktury pn. Obóz Narodowy.
15 lutego 1947 został aresztowany przez MBP wspólnie z ostatnim Komendantem Głównym NSZ Stanisławem Kasznicą. Był sądzony od 11 lutego do 2 marca 1948 przez Wojskowy Sąd Rejonowy w Warszawie i skazany na karę śmierci. Wyrok wykonano 12 maja 1948 więzieniu mokotowskim przez rozstrzelanie. Jego szczątki zostały w 2012 odnalezione w wyniku prac prowadzonych przez Instytut Pamięci Narodowej na Cmentarzu Wojskowym na Powązkach w Warszawie w Kwaterze „Na Łączce”, a o ich identyfikacji poinformowano oficjalnie 1 lutego 2018.
Grób symboliczny znajduje się na Cmentarzu Wojskowym na Powązkach w Warszawie w Kwaterze „Na Łączce”.
3 lutego 2005 Wojskowy Sąd Okręgowy w Warszawie stwierdził nieważność wyroku śmierci na Lecha Neymana.

## Odznaczenia
Za kampanię wrześniową otrzymał Srebrny Krzyż Orderu Virtuti Militari V klasy. Po restytucji w 1992 odznaczenia Krzyż Narodowego Czynu Zbrojnego został nim pośmiertnie nagrodzony, choć wcześniej posiadał już od 1944 Krzyż Srebrny pierwotnego odznaczenia o tej samej nazwie. Postanowieniem prezydenta RP Lecha Kaczyńskiego z 20 sierpnia 2009 „za wybitne zasługi dla niepodległości Rzeczypospolitej Polskiej” oraz „w uznaniu zasług za bohaterską postawę i odwagę w ratowaniu życia Żydom podczas II wojny światowej” został pośmiertnie odznaczony Krzyżem Wielkim Orderu Odrodzenia Polski.